# 河南町立河内小学校
河南町立河内小学校（かなんちょうりつ かうちしょうがっこう）は、大阪府南河内郡河南町さくら坂1丁目にあった公立小学校。
2019年に河南町立中村小学校･河南町立白木小学校と統合され、河南町立かなん桜小学校となった。

## 沿革
- 1873年5月10日 - 16番小学校として、弘川寺不動院において開校。
- 1874年 - 下河内村光明寺に移転。
- 1875年 - 下河内小学校と改称。
- 1878年 - 寄付金を募集し、下河内村第177番地字宮の脇に新築移転。
- 1887年 - 下河内簡易科小学校と改称。
- 1893年 - 河内尋常小学校と改称。
- 1941年 - 大阪府南河内郡河内国民学校と改称。
- 1947年 - 大阪府南河内郡河内村立河内小学投と改称。
- 1956年9月30日 - 合併により河南町が発足し、南河内郡河南町立河内小学校と改称[2]。
- 2019年3月23日 - 閉校式[1]。